# Nakajima J5N
Nakajima J5N – japoński myśliwiec przechwytujący z okresu II wojny światowej, produkowany przez koncern Nakajima. Pozostał na etapie prototypu.
Samolot rozwijany był w odpowiedzi na specyfikację japońskiego lotnictwa marynarki 18-shi ze stycznia 1943 roku na myśliwiec przechwytujący (kyokusen) przeznaczony do walki z bombowcami (późniejszego typu otsu – B). Okazał się jednak nieudany i nie wszedł do produkcji.